# Passage (architecture)
 (juin 2021).
Si vous disposez d'ouvrages ou d'articles de référence ou si vous connaissez des sites web de qualité traitant du thème abordé ici, merci de compléter l'article en donnant les références utiles à sa vérifiabilité et en les liant à la section « Notes et références ».
Pour les articles homonymes, voir Passage et Passage (voie).

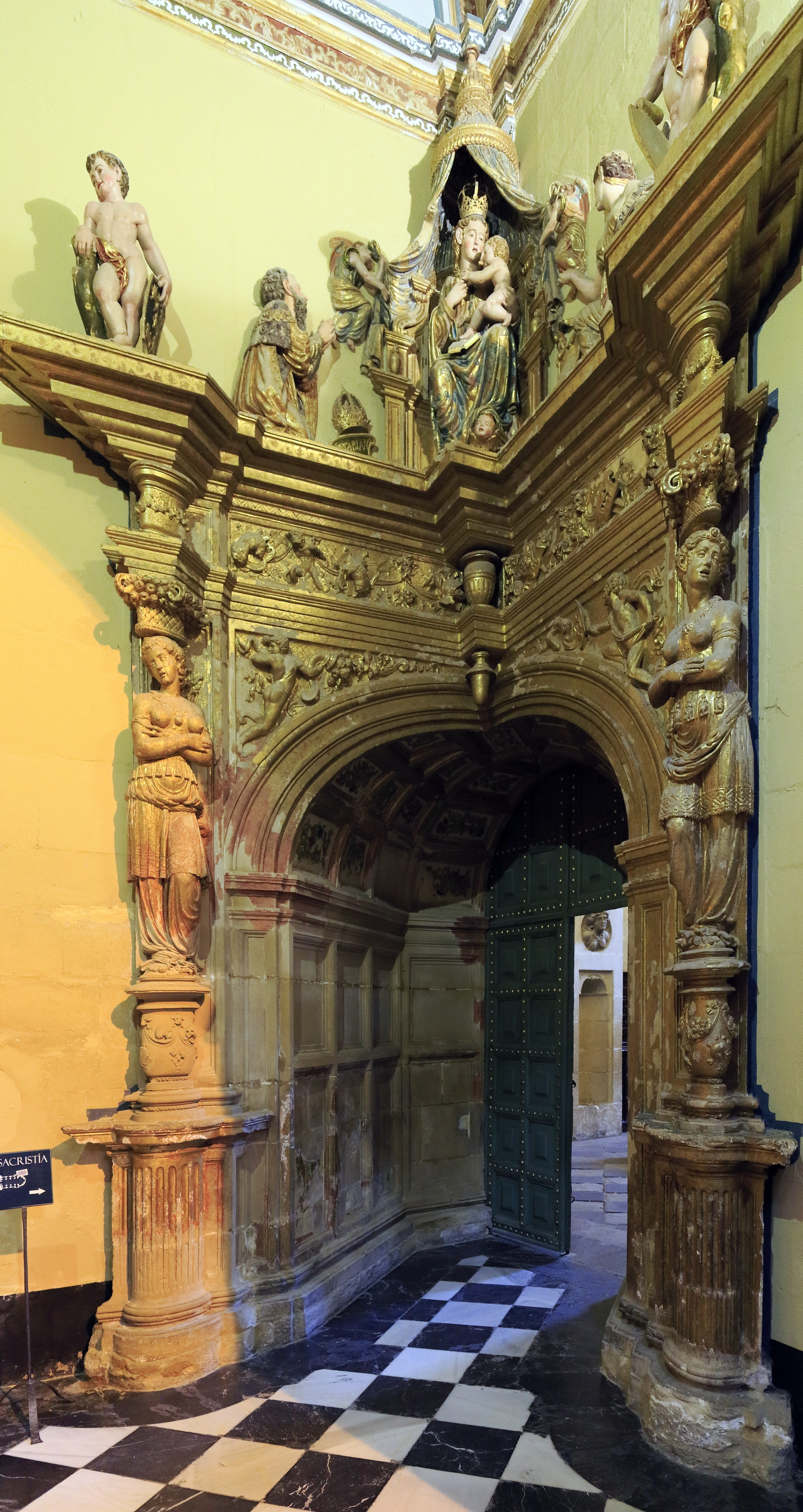
Passage d'angle vers la sacristie de l'église El Salvador, Úbeda, Andalousie, Espagne.

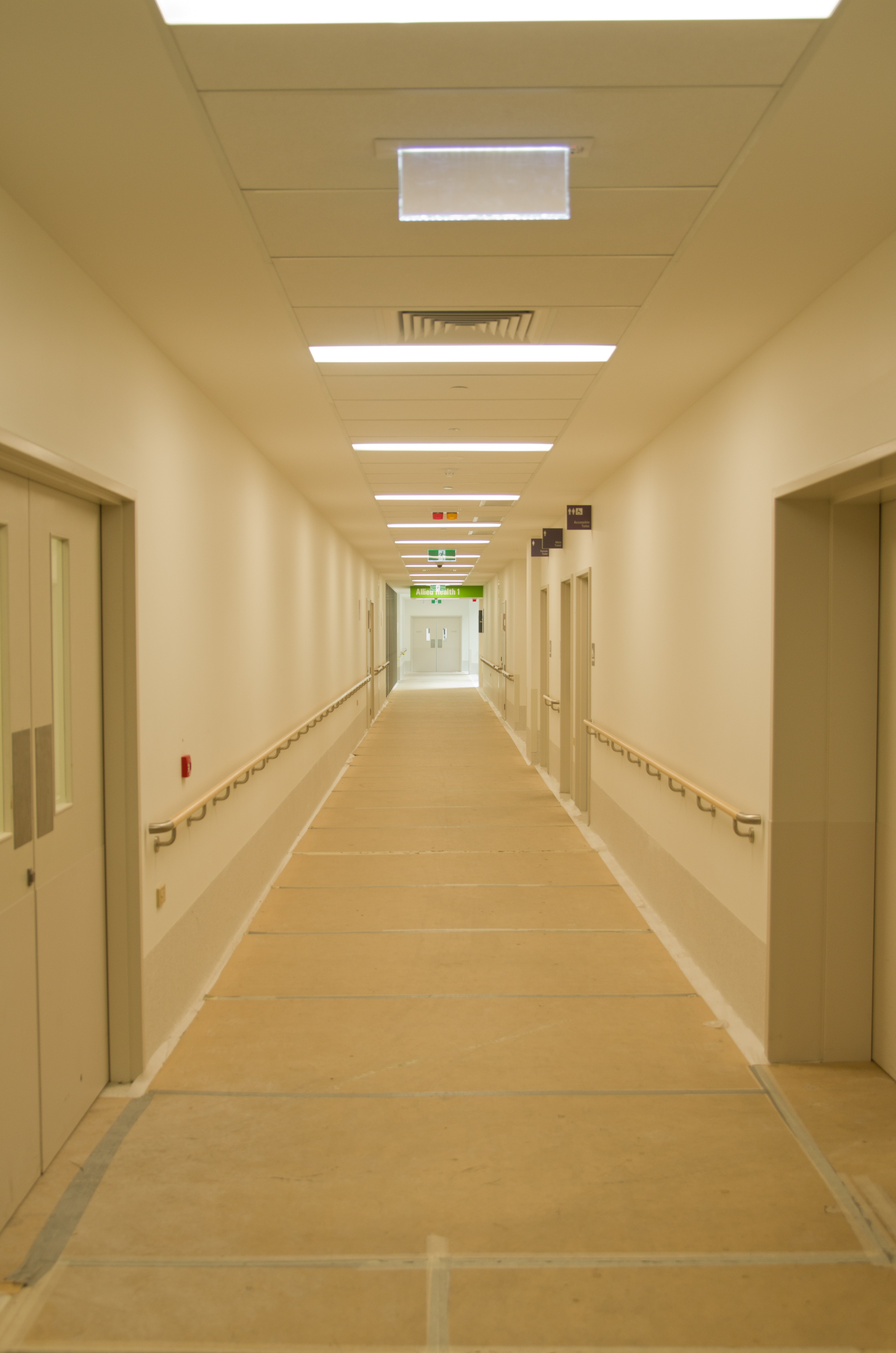
Couloir central d'un hôpital à Perth, Australie.

En architecture, un passage est un espace de circulation reliant au moins deux pièces, niveaux ou parties d'un édifice ou deux corps de bâtiment entre eux. Petit espace.

## Généralités
Dans un édifice, la distribution architecturale des pièces est faite selon des plans qui donnent une ordonnance harmonieuse et une organisation fonctionnelle des locaux. Cette disposition est permise par les passages qui donnent la circulation des hommes dans le bâtiment
(certains d'entre eux ne sont que des passages techniques définis par l'ingénierie civile, ils sont non ordinairement accessibles.)
Cet aménagement des bâtiments a défini le métier d'architecte créé à la Renaissance à partir des métiers de maître-maçon et maître-charpentier : un théoricien et praticien qui répond aux désirs du maitre de l'ouvrage.  Son rôle initial dans la conception est d'effectuer une association étroite entre la forme du volume final et l'aspect à l'extérieur comme à l'intérieur qui sont donnés à la construction. Il établit sur papier des plans qui constituent le support de l'imagination
. 
Ce n'est plus seulement l'utilisation de discours descriptifs de la forme qui auparavant se faisait, discours qui retraçaient des parcours à composantes mythiques et légendaires aussi bien pour aboutir à l'édifice que pour évoquer les sensations lors des déplacements dans son intérieur. La composante de circulation est un élément classique d'architecture utilisée maintenant comme anciennement.
La forme modèle de la disposition des volumes internes et la forme modèle associée des circulations donnent le plan de construction (le plan centré, plan carré, plan concentrique, etc.). Il est un des éléments d'un style architectural, il est aussi la marque d'époques et de leurs préoccupations quotidiennes, d'où découlent la façon de sacraliser ou banaliser un espace suivant des conceptions de l'univers qui suivent le plus souvent un modèle de conception qui est anthropomorphique. 
Le rapport entre des lieux, des espaces qui sont destinés à couvrir les besoins initiaux aboutissant à l'acte de bâtir et les espaces accessoires nécessaires à leur utilisation est un facteur d'importance dans la conception, puisqu'il est lié à l'économie de la construction.
Les édifices dont l'image auprès de population (du public) est essentielle affichent un apparat certain avec les passages et leur traitement architectural lorsqu'il s'agit de montrer une magnificence ou au contraire affichent  un aspect beaucoup plus réservé lorsqu'il s'agit de prouver que l'on sait faire des économies.

## Passage extérieur à un édifice

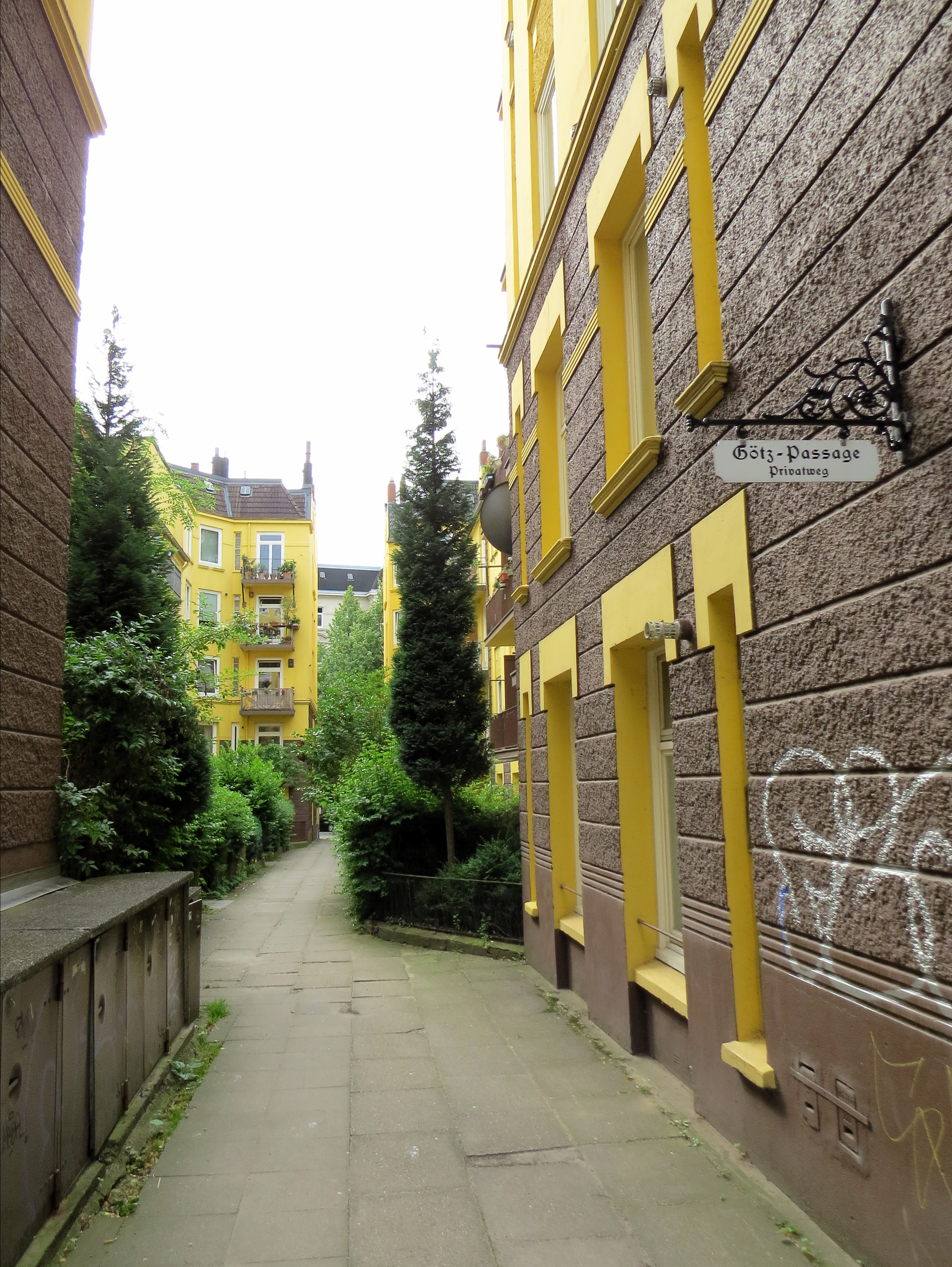
Desserte privée reliant plusieurs immeubles d'un ensemble, Götz-Passage, Hambourg, Allemagne.

Le passage prend la forme que lui permet son environnement d'insertion et suit le parti pris architectural donné dans le plan-masse, ce plan qui définit l'arrangement de la construction en corps de bâtiment. Ainsi un plan dit massé aura des accès extérieurs minimum, peu nombreux et peu étendus.
Un plan d'organisation d'ensemble que l'on juge « aéré »  définissant les cours intérieures amènera des circulations très importantes (par exemple le plan-grille). Le passage de construction amène immédiatement à la notion de la taille de l'objet concerné, ainsi le caractère soit d'architecture soit d'urbanisme est peu distinguable dans les chantiers de grande envergure, puisqu'à terme les circulations deviennent en constante de l'histoire les rues par expropriation des dessertes privées lorsqu'elles ont été formulées ainsi.
Le passage est couvert ou non, il est destiné aux piétons ou aux véhicules, il permet d'accéder au bâtiment (le porche).
Il permet d'accéder à une cour ou à une aire de stationnement (desserte, porte cochère, guichet). Les corps de passage sont les bâtiments dont le rez-de-chaussée permet une traversée de plain-pied pour une voie (ou une rue), et ce niveau peut même être absent (sans locaux).

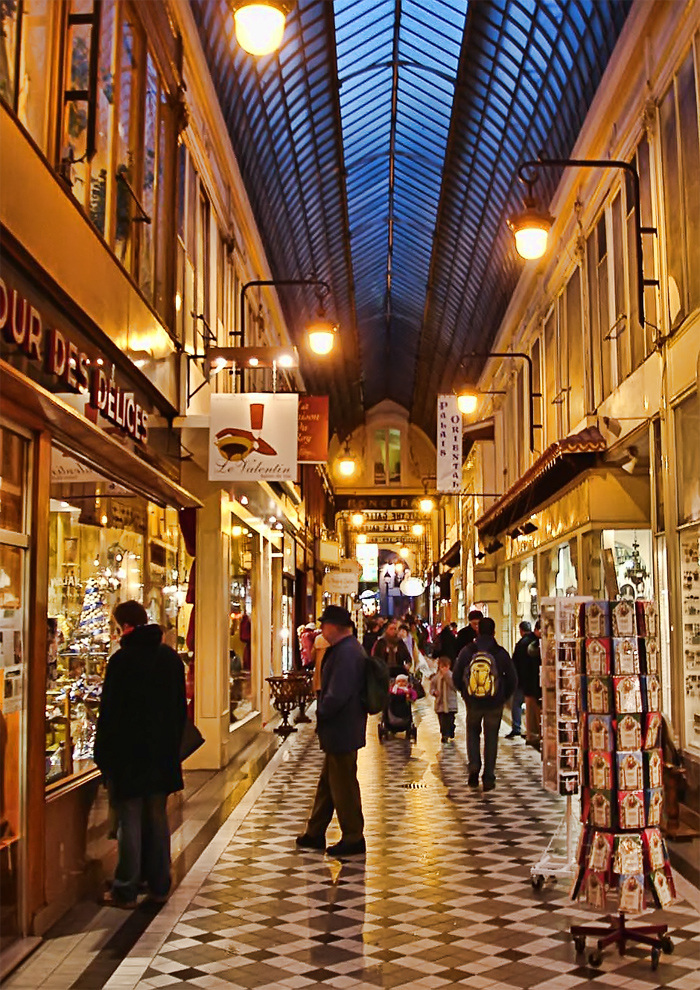
Le passage Jouffroy à Paris.

Ou bien le passage permet de circuler le long de l'édifice en façade ou le long du jardin intérieur (un patio) par les galeries d’arcades faites de baies libres. Dans les architectures traditionnelles du Sud, le passage aérien est établi par les terrasses reliées entre elles de façon distincte de la voirie, et permettent de se dérober aux regards.
Les  bâtiments séparés par des cours longues ou les pavillons isolés rapprochés sont reliés fréquemment par des passerelles.
Dans un espace délimité par des bâtiments, des allées peuvent être implantées dans les jardins et espaces verts. La conception de circulation par des terrasses s'est retrouvée par exemple avec le passage séparé entre piétons et véhicules de l'urbanisme sur dalle unifiant des bâtiments disparates.
Qu'ils soient ou non de la même opération immobilière, proches ou éloignés de la voie publique, une desserte d'accès aux bâtiments pour les services d'urgence doit être assurée dans la conception moderne, cette desserte privée établie depuis la voie publique doit pouvoir supporter le poids et l'encombrement de véhicules de secours.

## Passage à l'intérieur d’un édifice
Le parti pris architectural de la distribution des pièces formule le passage à l'intérieur de l'édifice et il est extrêmement varié : il dépend par exemple de celui de la mise en place d'étages, de la variété de hauteur des pièces, etc. L'accès à un local se fait au moyen d'un espace qui le commande. Ce peut être une pièce spécialement affectée à cet usage ou une pièce qui a plusieurs fonctions dont le passage (comme le hall d'un hôtel), mais aussi une pièce dont l'usage principal est tout autre et supporte cette fonction (salle de séjour de studio). 

### Passage au même niveau

#### Enfilade
L’enfilade classique est la suite de pièces dans le corps de bâtiment séparées par des murs de refend transversaux. La communication se fait d'une pièce à l'autre, sans couloir de distribution (une pièce commande l'autre). Deux passages sont parfois établis, une porte de chaque côté du trumeau de la cheminée sur le mur. Cette distribution des pièces a d'abord été donnée aux corps de bâtiment, extrêmement vastes, de château de la période classique où l'on voulait éviter de reproduire les sombres couloirs médiévaux. Cette distribution se retrouve dans la distribution en enfilade faite dans certains appartements bon marché de la période moderne, où la compacité est rendue nécessaire par la maîtrise du coût, avec des surfaces très faibles pour les espaces réservés uniquement à la communication et non-aménageables.

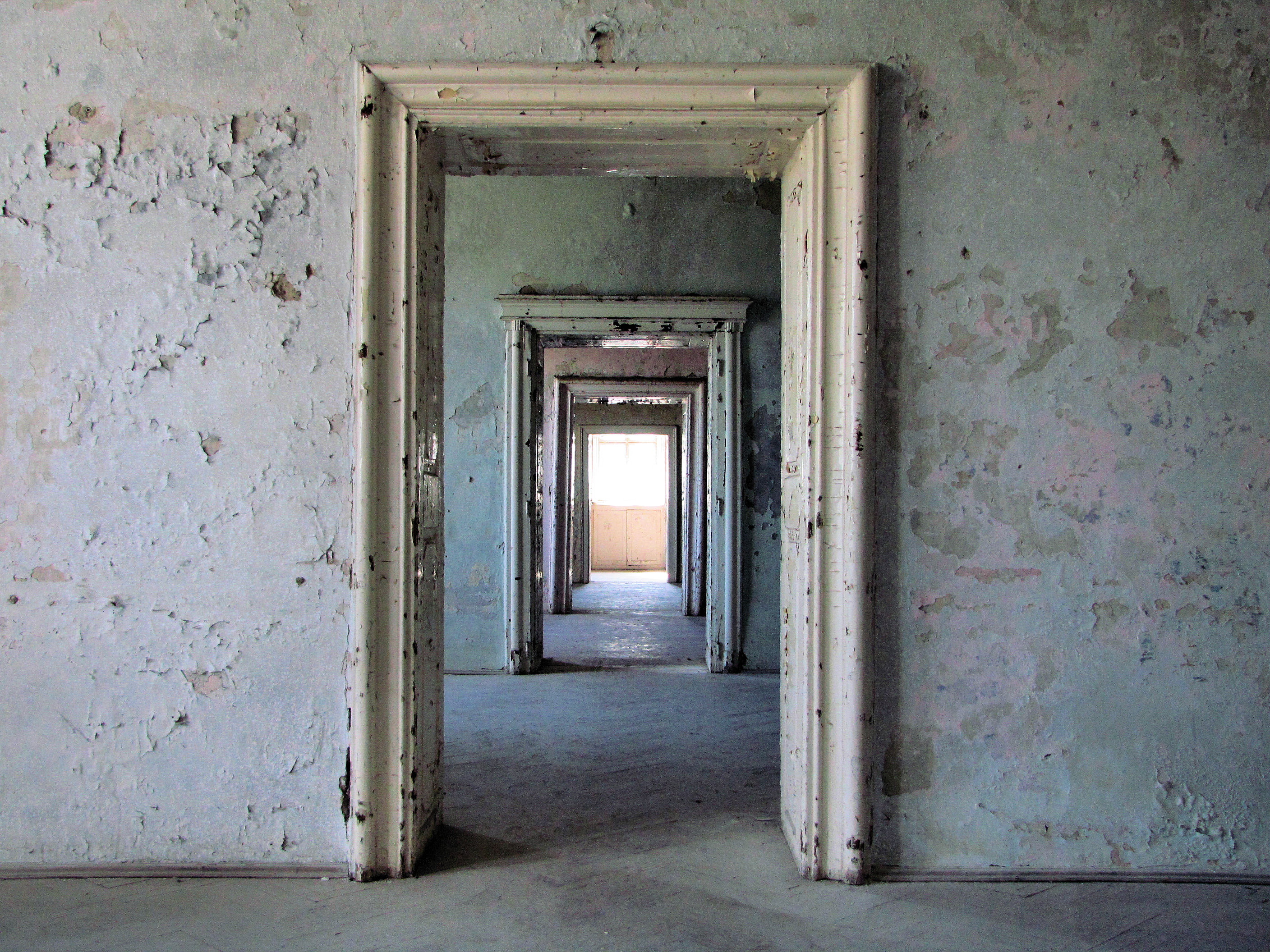
Enfilade dans un ancien monastère cistercien, Előszállás, Hongrie.
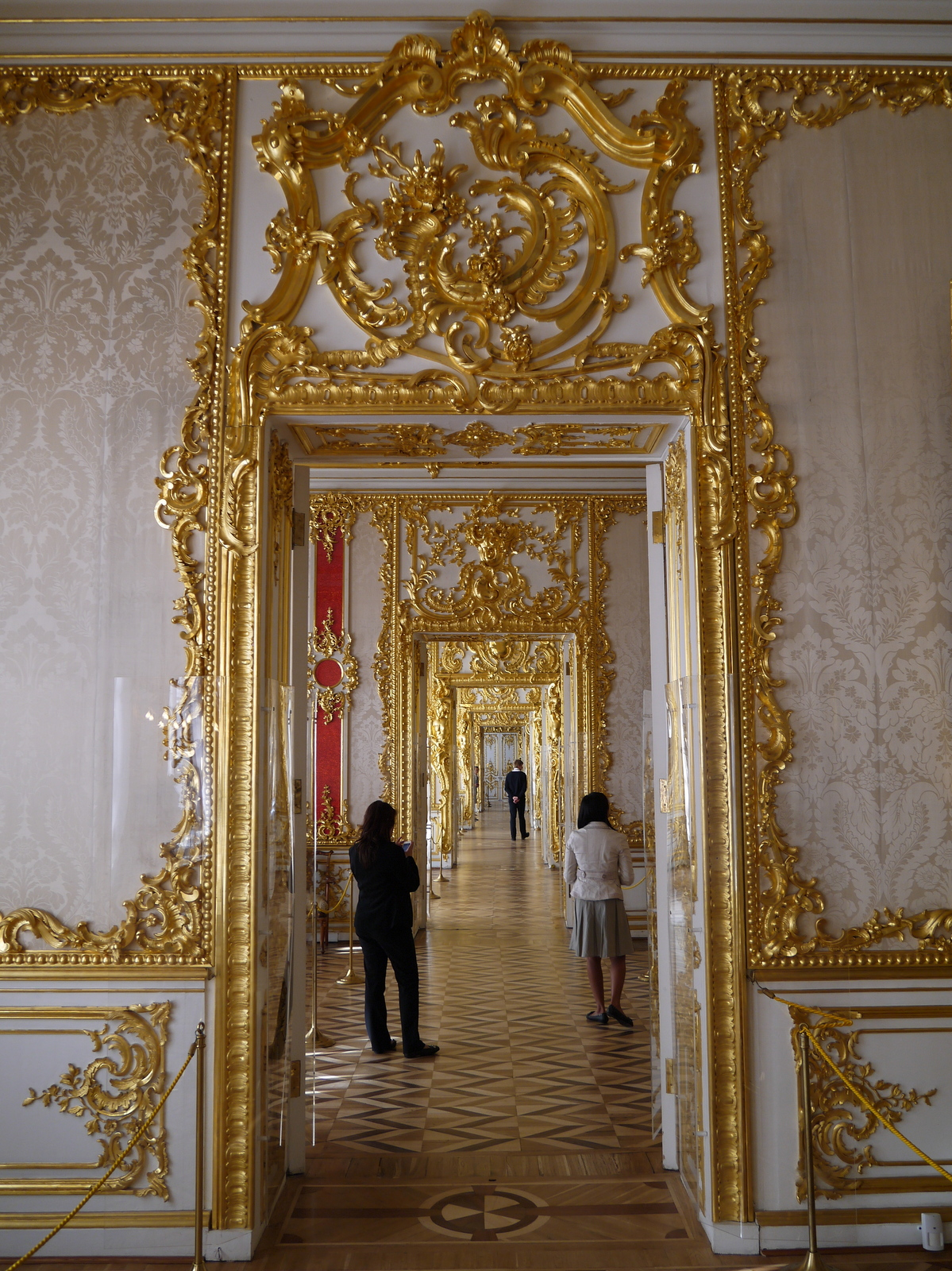
« Enfilade dorée » du palais Catherine, Pouchkine, Russie.
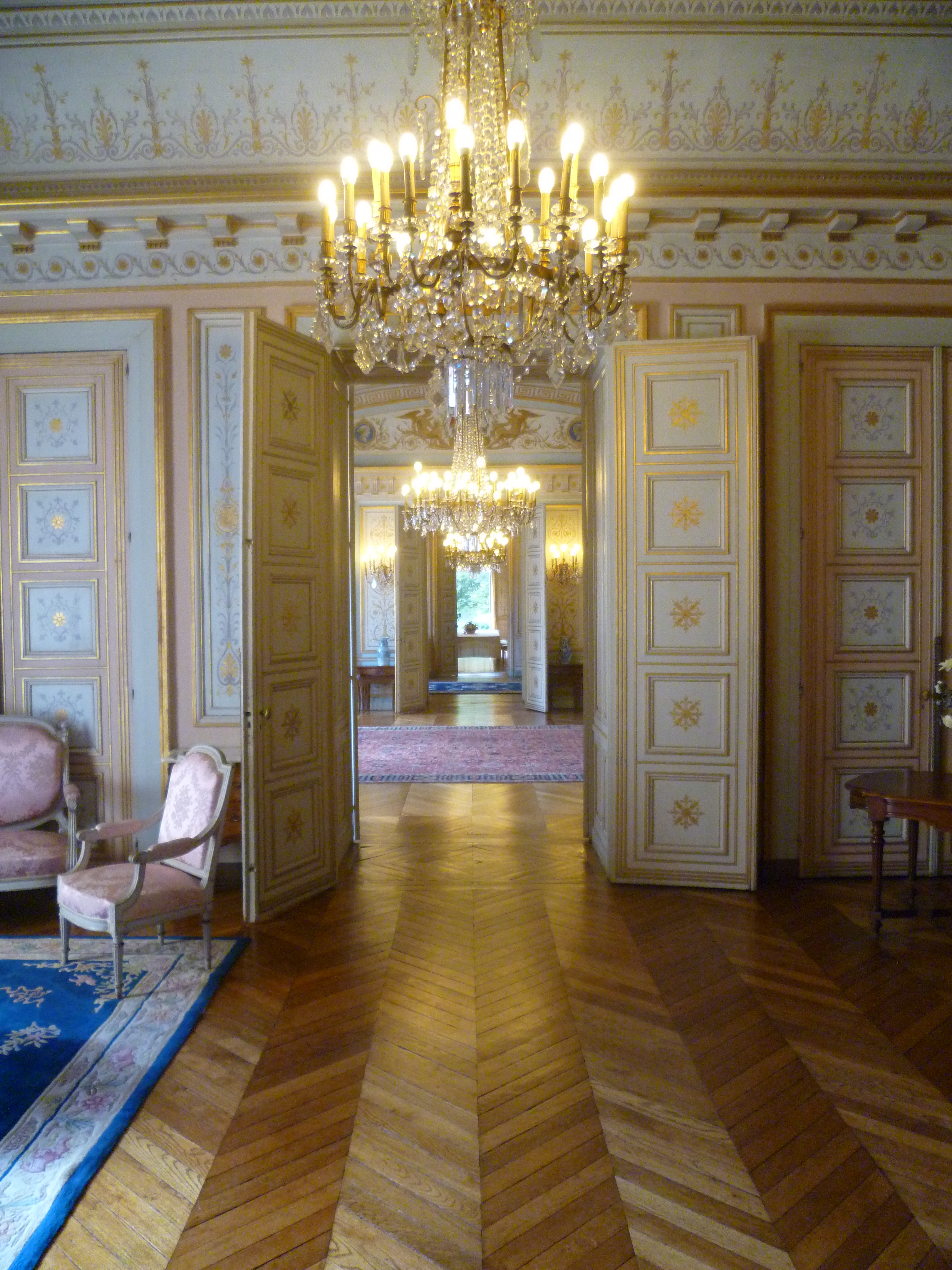
Enfilade à l'hôtel de préfecture du Calvados, Caen.
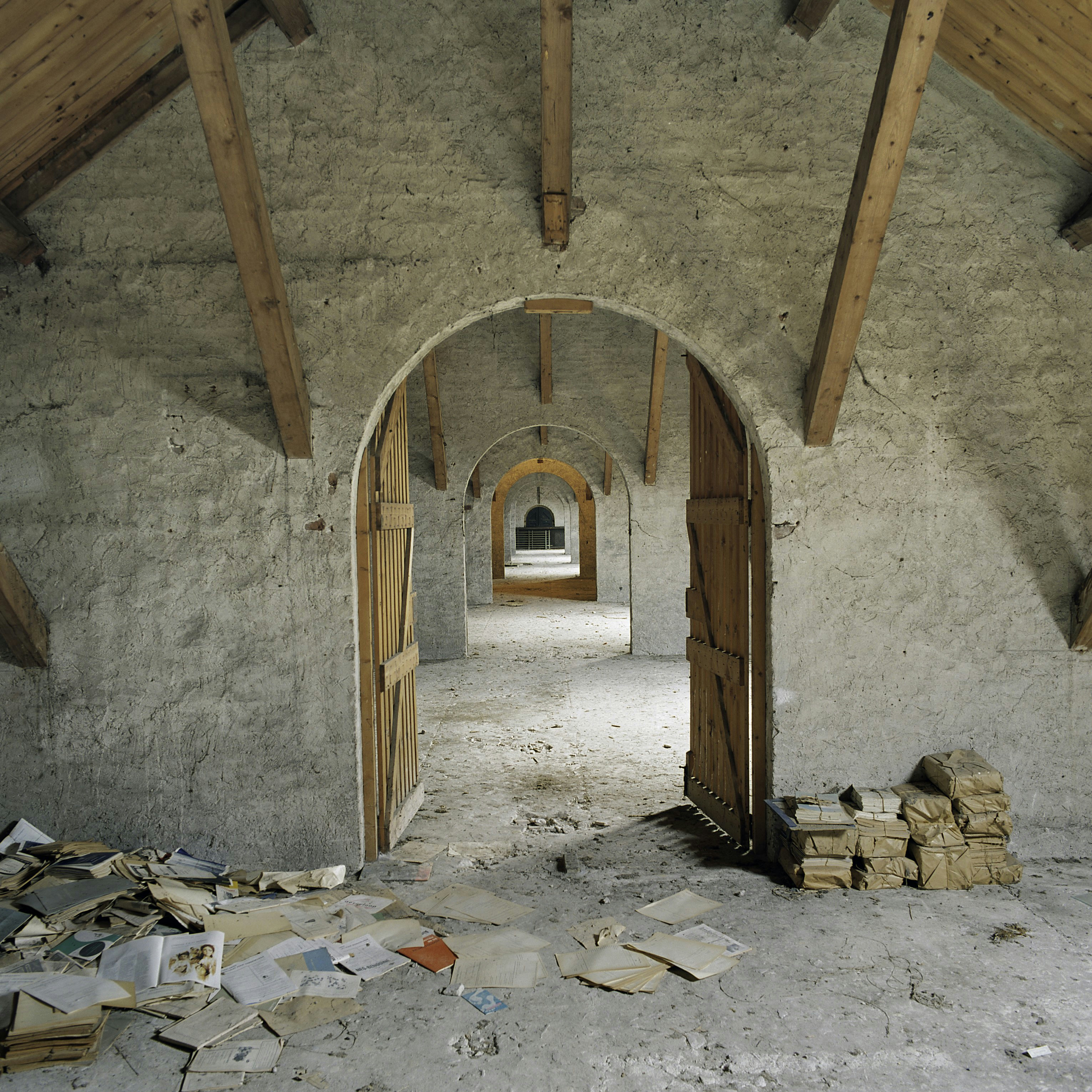
Enfilade sous les combles d'un ancien hôpital, Veenhuizen (Noordenveld), Pays-Bas.

#### Couloir et corridor
Le couloir est un passage long et étroit de communication entre pièces qui commande l’entrée à plusieurs pièces, les baies peuvent être libres (sans panneau de porte). Corridor est un terme qui vient de l'italien corridore : « la galerie où l'on court ». Le couloir s'appuie sur des murs ou bien il est constitué de cloisons. Lorsqu'il n'est pas une circulation latérale, le couloir ne dispose pas de fenêtres et est aveugle. Le couloir peut avoir un éclairage en deuxième jour des pièces desservies par des impostes vitrées faites dans les huisseries des portes. Dans la construction avant le milieu du XXe siècle et sa normalisation des hauteurs d'étage, le couloir étroit pouvait avoir une hauteur sous plafond réduite comparée à celle des autres pièces pour avoir des proportions plus convenables. Le couloir moderne fait l'objet de normes  dans ses dimensions pour l'accès des personnes handicapées et des dégagements sont imposés pour les changements de direction.

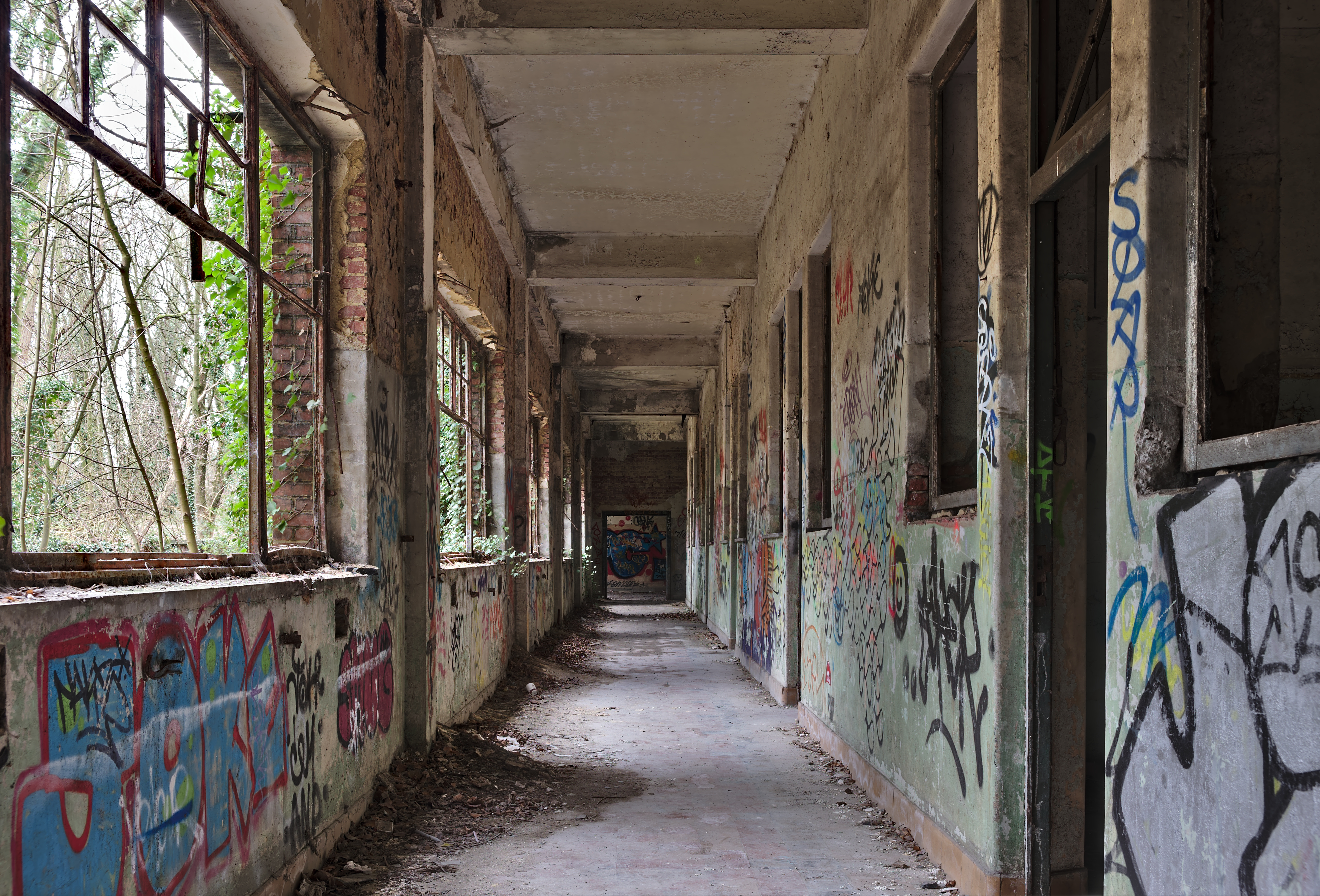
Corridor d'un bâtiment militaire abandonné, Liège, Belgique.
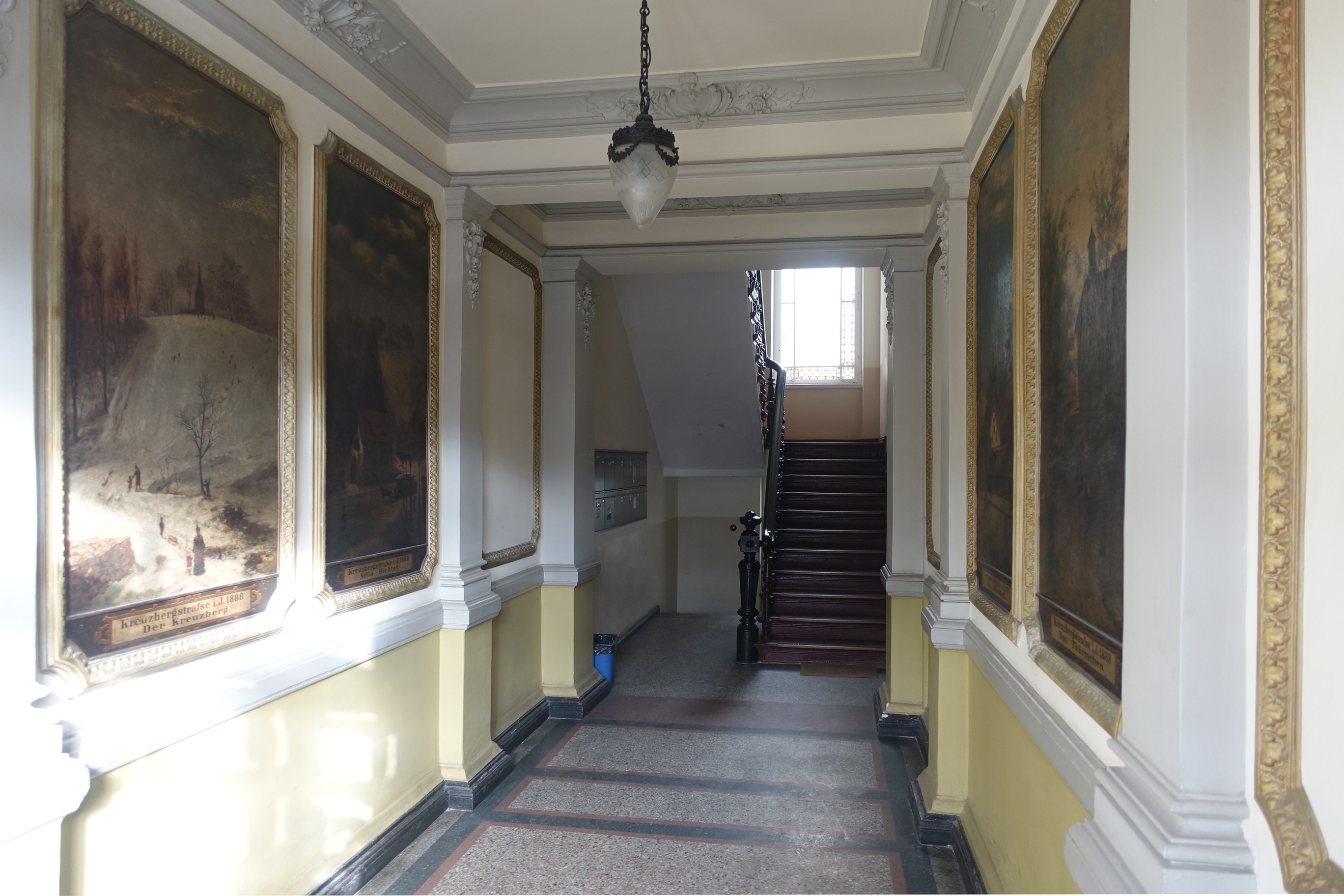
Couloir d'accès d'un immeuble de rapport, Berlin, Allemagne.
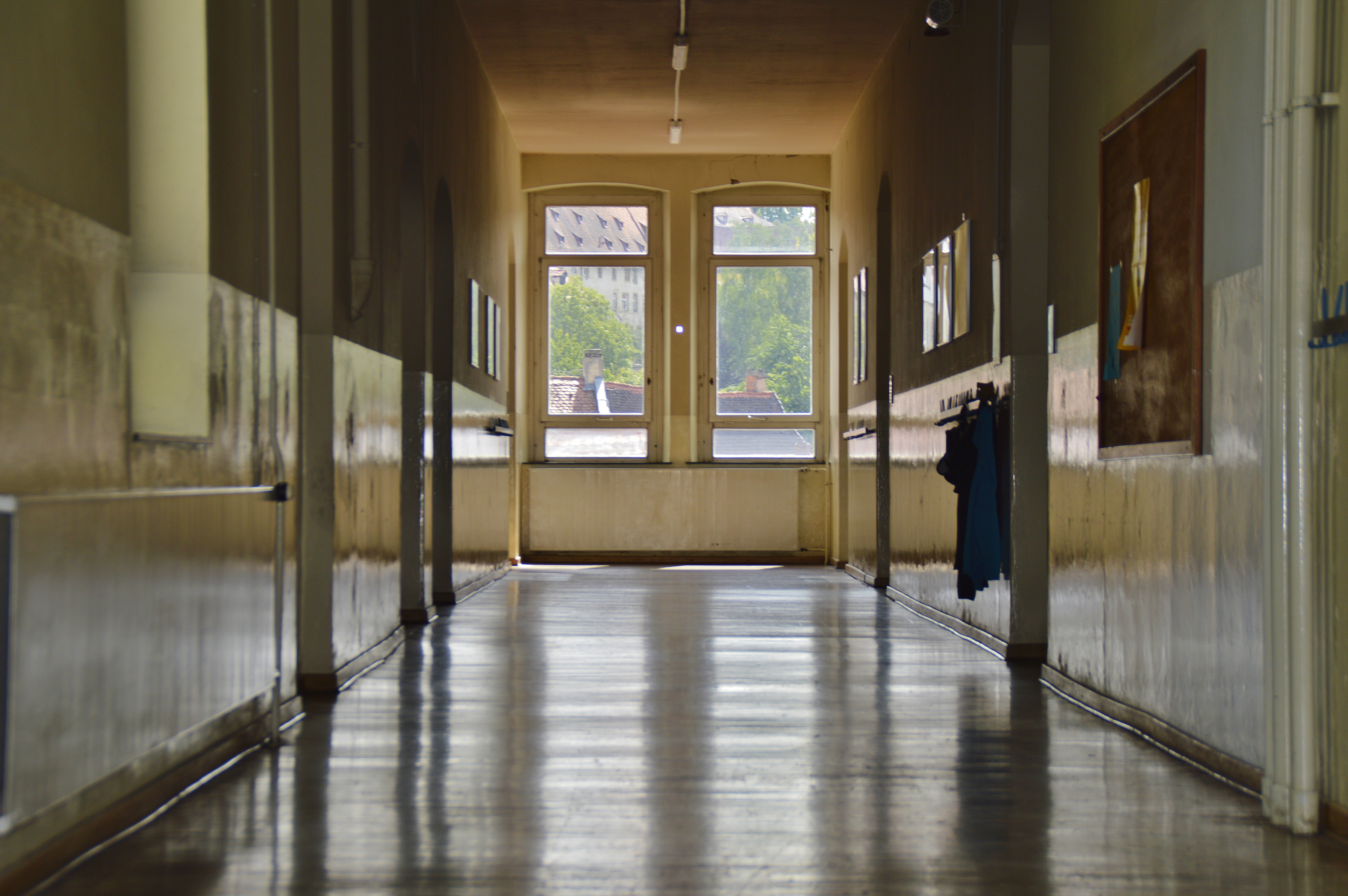
Couloir d'un établissement scolaire, Bamberg, Allemagne.

#### Dégagement
Le dégagement est une sortie secondaire étroite dont dispose une pièce ou une sortie secondaire aménagée en commun pour deux pièces.
Le dégagement est aussi la communication avec une pièce de service attenante à la pièce principale desservie.
Le dégagement est le terme qui désigne une aire donnant plus de largeur dans un couloir pour accéder sans se heurter aux portes à des pièces, à l’escalier, à des placards techniques.
Le dégagement est le tout petit couloir distribuant les chambres regroupées en bout d'appartement dans la composition des logis modernes, l'espace est réduit par les besoins de minimiser les espaces de service qui ont eu pourtant un caractère ostentatoire dans les constructions jusqu'au XIXe siècle.

#### Coursière et coursive

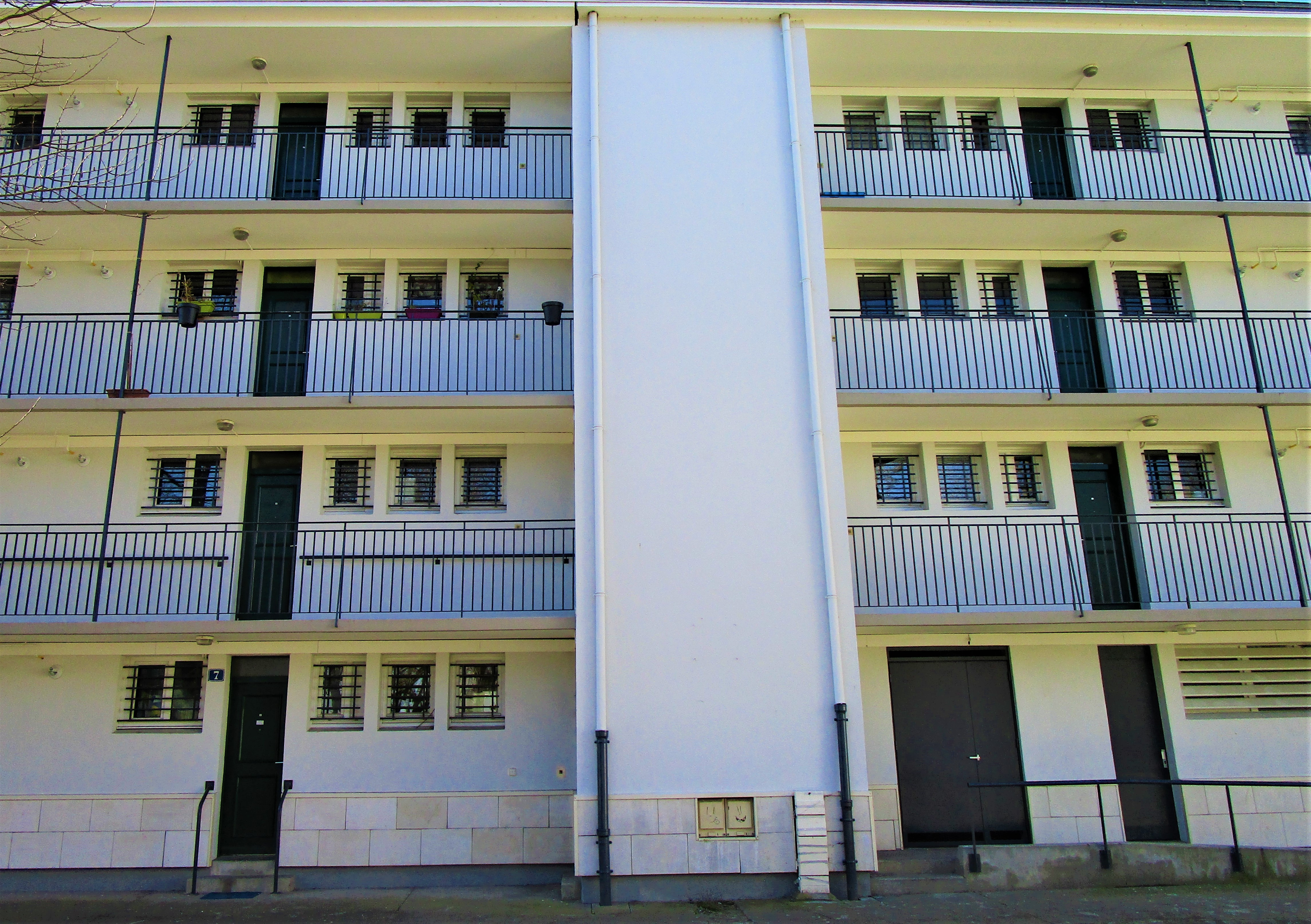
Coursive d'un immeuble de logements, Tours, France.

Une coursière est un espace de circulation intérieure étroit situé en hauteur et ménagé dans l'épaisseur d'un mur épais, avec ou sans balustrade. Une coursière béante est un passage très étroit établi en passage entre les colonnes de soutien en pied de l'arcade et le mur, (le haut d’arcade se fondant plus haut avec le mur).
Une coursière ou une coursive dans les immeubles récents est un palier à découvert sur l'extérieur constitué d'une avancée de plancher-dalle qui donne le passage pour accéder aux portes palières d’appartement.

#### Galerie et allée
La galerie est une arcade praticable pour la communication, le passage peut aussi être établi en hauteur sur un balcon sur des arcs et aussi sous d'autres arcs. Une galerie est à l'origine un espace de séjour — qui peut avoir une grande fonction d'apparat — et de passage ménagé sous des travées de voûtes, un espace assez large qui dispose avec des baies ouvertes de l'éclairage naturel. S'il n'en dispose pas le passage est aveugle.
Un déambulatoire est une galerie de voûtes du fond d’église côté chœur.
Un promenoir est un déambulatoire dans un édifice non religieux.
Une crypte-couloir est une galerie voûtée souterraine souvent aveugle permettant de circuler en sous-sol et de déboucher à plusieurs endroits de l'édifice.
La galerie vomitoire est le passage collecteur en étage d'accès du grand public aux gradins à l’intérieur d’un théâtre ou d’arènes (antique).
Un souterrain est une galerie (voûtée ou non) aveugle qui permet d’accéder à des pièces en sous-sol (des caves, etc.), d’accéder aux quais des gares souterraines de métro. Le souterrain permet d’évacuer (discrètement ou sûrement) des édifices.
Les allées ou coursives sont des galeries sur poteaux ou portiques qui définissent les grands passages abrités dans l'architecture moderne des grands ensembles. Ils ont existé déjà dans les hôpitaux anciens, ces passages à l'air libre permettaient d'aller d'un pavillon à un autre.
Les galeries techniques sont des passages non accessibles aux personnes ordinaires, elles servent à implanter les canalisations de fluides nécessaires au fonctionnement des services qui se situent dans l'édifice. Les galeries modernes possèdent un espace courant technique en hauteur protégé par un faux-plafond, et parfois l'espace technique est au sol et est protégé par un faux-plancher sur lequel on marche.

#### Vestibule, hall d'entrée et antichambre
Le vestibule est une pièce fermée aménagée pour recevoir les vêtements ou bien un dégagement latéral dans le couloir principal, espace que l’on traverse pour quitter l'entrée principale. L’antichambre est une pièce fermée après le vestibule qui communique avec plusieurs pièces principales, elle a comme destination traditionnelle de servir de lieu d'attente pour les visiteurs qui sont triés selon leur rang ou l'objet de leur visite (« faire antichambre »). Une deuxième antichambre servait de large dégagement pour les personnes de service (la première antichambre, l'autre salle d'attente étant la deuxième puisque l'on compte depuis la chambre desservie dans l'organisation de l'enfilade). Dans des édifices peu récents, une antichambre sert souvent de salle d'attente pour les services de l'État, dans les mairies pour les mariages à prononcer, dans les Offices notariaux, etc.
Le hall d'immeuble, quelquefois dénommé hall d'entrée d'immeuble, est un espace privé situé à l'entrée d'un bâtiment généralement résidentiel d'une copropriété. À l'instar des escaliers, paliers et des ascenseurs, il s'agit d'une partie commune de la copropriété par opposition aux parties privatives.

#### Forum et patio
Le forum de l'architecture antique est une place, un espace extérieur de rassemblement, avec la possibilité des abris donnés par les péristyles d'édifice publics la bordant. Le patio  est un ouvrage d'arcades bordant la cour fermée intérieure de bâtiment espagnols. Ces espaces externes ont été reformulés à l'intérieur de bâtiments de masse importante dans l'architecture du dernier tiers du XXe siècle.
L'espace laissé par les salles bien définies regroupées en organisation périphérique à « irriguer » a pu être laissé sous sa forme de vide résiduel couvert non revu. Cet espace a été traité  essentiellement de façon architectonique dans son aspect qui sensiblement n'est pas celui d'une salle ou une pièce par sa définition de volume architectural. Cette sorte de « galerie » nouvelle manière qui a eu en général le bénéfice des « sky-domes » (coupoles en verre organique d'éclairage zénithal) a souvent pris le nom de forum donné par les concepteurs. Il se voyait attribué une fonction de lieu de rencontre et de place de rassemblement (plus ou moins) probable en son milieu ou dans ses coins et ses recoins, en rattrapage de sa destination de circulation non conforme aux codes des passages.
Cette manière de concevoir fut appliquée à des musées, des centres commerciaux, des « centres d'affaires ».
Une dérivée de cette conception d'espace avec un caractère d'espace résiduel fut ultérieurement réordonnée en rétablissant une forme plus propre et stricte. Débarrassé de ses recoins il fut appelé patio bien qu'il n'ait pas d'arcade, parce qu'il était en cour intérieure couverte ou non, cour à aspect monumental. Avec l'apparition de l'architecture bioclimatique, à la fin du XXe siècle, la conception de jardin intérieur (sous forme de serre inaccessible au public) à la place de la cour intérieure fut plus utilisée pour les grands édifices, en conservant le terme de « patio » correspondant à une circulation périphérique à l'espace vert.

### Passage d'un niveau à un autre
L'escalier et la rampe, le plan incliné, l'ascenseur, l'escalier mécanique sont les éléments de circulation verticale mis dans des trémies d'étage et permettent d'accéder à leur niveau. Ces éléments architecturaux sont mis dans des cages qui sont les descendantes en construction du gros œuvre des tourelles contenant des escaliers dans les fortifications et maisons fortes édifiées dans l'architecture ancienne. L'architecture a codé depuis la Renaissance italienne les escaliers et les rampes comme un élément d'apparat. Ces éléments devaient présenter la commodité protocolaire dans les palais de ne pas désarticuler les grands cortèges, et ont pris la forme d'un élément essentiel de la forme convenable, par les grandes volées droites puis les escaliers à vis. Elles ont abouti dans la formulation du bâtiment de l'habitat et des espaces publics en collectivité à un élément essentiel de l'ornement, beaucoup d'autres (bossage, fronton, pilastre, baie à encadrement très élaboré ...) ayant perdu leur importance depuis le XXe siècle. L'ascenseur, à partir de cette époque, est passé du stade de mécanisme caché au stade d'élément d'architecture par son traitement de mobile visible dans certains des grands édifices qui disposent de halls d'apparat.